# تشارلي دانيلز
تشارلي دانييلز (بالإنجليزية: Charlie Daniels)‏ مواليد 28 أكتوبر 1936 في ويلمنتجون، كارولاينا الشمالية، الولايات المتحدة، هو مغني أمريكي بدأ مسيرته الفنية عام 1958.

## وصلات خارجية
- الموقع الرسمي
- تشارلي دانيلز على موقع IMDb (الإنجليزية)
- تشارلي دانيلز على موقع ميوزك برينز (الإنجليزية)
- تشارلي دانيلز على موقع قاعدة بيانات برودواي على الإنترنت (الإنجليزية)
- تشارلي دانيلز على موقع إن إن دي بي (الإنجليزية)
- تشارلي دانيلز على موقع أول ميوزيك (الإنجليزية)
- تشارلي دانيلز على موقع ديسكوغز (الإنجليزية)
- تشارلي دانيلز على موقع قاعدة بيانات الفيلم (الإنجليزية)